# Edward Sanda
Edward Sanda (n. 11 iulie 1997, Caracal, județul Olt, România) este un cântăreț și producător muzical român. Edward Sanda s-a alăturat echipei Famous Production în anul 2016 și a devenit în scurt timp unul dintre artiștii momentului.Este căsătorit cu Cleopatra Stratan.

## Biografie
Edward Sanda s-a născut în data de 11 iulie 1997, la Caracal. Pasiunea lui Edward pentru muzică a apărut încă din copilărie, la 10 ani începând să cânte ca toboșar în mai multe formații de muzică rock. Dorința de a cânta la mai multe instrumente l-a determinat să studieze singur și astfel a descoperit, treptat, frumusețea fiecărui instrument. De atunci, Edward a participat la mai multe concursuri și festivaluri de muzică, iar acum se numără printre cei mai promițători artiști români ai noului val. 
Acesta a absolvit Liceul de Muzică "George Enescu" din București, urmând, mai apoi, cursurile Universității Naționale de Educație Fizică și Sport din București.

## Cariera muzicală
Piesa de debut, Doar pe a ta (feat. Ioana Ignat), a intrat încă de la lansare în topul celor mai difuzate piese pe radio și TV, fiind no. 1 timp de două săptămâni. Este cea mai descărcată piesă românească de pe iTunes, cumulând peste 68 de milioane de vizualizări pe YouTube și cea mai căutată melodie românească prin Shazam. În toamna anului 2017, Edward a primit trofeul Media Music Awards – Best Shazam pentru „Doar pe a ta”. Și cea de-a doua piesă lansată cu Ioana Ignat – În palma ta – a ocupat primul loc în topuri și a înregistrat peste 65 de milioane de vizualizări pe YouTube. În 2021 a lansat cea de-a treia piesă în colaborare cu Ioana Ignat, "Dacă tu nu ai fi", care a ajuns pe pozițiile fruntașe a multor topuri românești.

## Discografie
| An   | Titlu                                        |
| ---- | -------------------------------------------- |
| 2016 | „Mai buni” (feat. JO & Nadir)                |
| 2017 | „Doar pe a ta” (feat. Ioana Ignat)           |
| 2018 | „Haine scumpe”                               |
|      | „Iubito” (feat. Lupii)                       |
|      | „Nicio zi fǎra tine”                         |
|      | „În palma ta” (feat. Ioana Ignat)            |
|      | „Pe drum” (feat. Andreea Bălan)              |
|      | „Cozonac” (feat. Cleopatra Stratan)          |
| 2019 | „Inimi Pierdute”                             |
|      | „Nimeni ca noi”                              |
|      | „Milioanele de suflete” (feat. Amna)         |
| 2020 | „Vintage” (feat. Lidia Buble)                |
|      | „Univers”                                    |
|      | „Dragoste vă rog!” (feat. Cleopatra Stratan) |
| 2021 | "Cum să uit" (feat. El Nino)                 |
|      | "Dacă tu nu ai fi" (feat. Ioana Ignat        |